# Гамра (національний парк)
61°45′25″ пн. ш. 14°48′29″ сх. д. / 61.756866112677° пн. ш. 14.807980747377° сх. д.
Га́мра (швед. Hamra nationalpark) — національний парк у муніципалітеті Юсдаль, лену Євлеборг
. .
Має площу 1383 га і був заснований 17 березня 1909 року. Національний парк був значно розширений у 2011 році, коли 16 вересня було відкрито три нові ландшафтні входи та розмічені пішохідні доріжки, тоді як раніше він мав площу лише 28 га. 

У національному парку Хамра є різноманітний хвойний праліс, де найстарішим деревам близько 400 років. 
У південній частині парку домінує ялина і на цих деревах, крім іншого, росте Usnea filipendula. 
Проте флора і фауна цього району, порівняно з іншими подібними районами, не дуже різноманітна. 
Виняток, однак, становить фауна комах, особливо для старих пралісів, з 450 різними видами жуків.
У 2013 році національний парк отримав премію шведських архітекторів Сієни. 